# 6071 Sakitama
6071 Sakitama (1992 AS1) là một tiểu hành tinh vành đai chính được phát hiện ngày 4 tháng 1 năm 1992 bởi T. Hioki và S. Hayakawa ở Okutama.